# Eugene Allen Gilmore

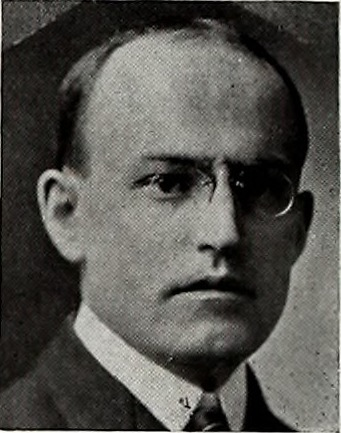
Eugene Allen Gilmore

Eugene Allen Gilmore (* 4. Juli 1871 in Brownville, Nebraska; † 4. November 1953 in Iowa City, Iowa) war ein US-amerikanischer Rechtswissenschaftler, Politiker und 1927 sowie 1929 kommissarischer Generalgouverneur der Philippinen.

## Studium und Hochschullehrer
Gilmore studierte zunächst an der DePauw University, an der er 1893 einen Bachelor of Arts erwarb. Anschließend studierte er Rechtswissenschaften an der Harvard Law School und erwarb dort 1899 einen Bachelor of Laws. Nach einer Tätigkeit als Rechtsanwalt in Boston war er von 1902 bis 1922 Dozent an der University of Wisconsin–Madison. Von 1912 bis 1913 war er dort amtierender Dekan der Juristischen Fakultät.
Als Gilmore 1930 von den Philippinen zurückkehrte, wurde er Dekan des Iowa College of Law und damit der Juristischen Fakultät der University of Iowa. Von 1934 bis 1940 war er schließlich als Nachfolger von Walter Albert Jessup 12. Präsident der University of Iowa. Trotz der Depression aufgrund der damaligen Weltwirtschaftskrise gewann die Universität an Größe. Zudem wurden in den Jahren seiner Präsidentschaft mehrere Universitätsgebäude errichtet.
Von 1940 bis 1942 war er Dekan der School of Law der University of Pittsburgh. Danach war er bis zu seinem Tode erneut Professor der Rechtswissenschaften der University of Iowa.
Neben seiner Lehrtätigkeit war Gilmore zeitweise (1919 bis 1920) Präsident des Verbandes der juristischen Fakultäten der USA sowie Mitglied des Instituts für Strafrecht und Kriminologie. Zugleich war er Mitglied der Konferenz der Beauftragten zur Vereinheitlichung des Rechts der Bundesstaaten.

## Amtierender Generalgouverneur der Philippinen
Im Jahr 1922 wurde Gilmore zum Vizegouverneur und Sekretär für Öffentliche Aufträge der Gouvernementverwaltung der Philippinen ernannt. Diese Ämter behielt er bis 1930.
Nach dem Tod von Leonard Wood am 7. August 1927 wurde er zum ersten Mal zum amtierenden Generalgouverneur. Am 27. Dezember 1927 übergab er das Amt des Generalgouverneurs an Henry L. Stimson. Als dieser am 23. Februar 1929 das Amt abgab um im Kabinett von US-Präsident Herbert Hoover Außenminister zu werden, übernahm Gilmore zum zweiten Mal das Amt des amtierenden Generalgouverneurs. Am 8. Juli 1929 übergab er dann das Amt an Dwight Filley Davis.

## Veröffentlichungen
- „Handbook on the Law of Partnership“, 1912
- „The Relation of Law and Economics“, in: The Journal of Political Economy, volume 25, page 69, Chicago 1913
- „Some Criticisms of Legal Education“, 1921
- „Modern American Law. A systematic and Comprehensive comments on the Fundamental Principles of American Law“ (zusammen mit William Charles Wermuth), Chicago 1931, 15 Bände